# The Wiz (film)
The Wiz (în engleză The Wiz) este un film fantastic muzical de aventuri regizat de Sidney Lumet după un scenariu de Joel Schumacher bazat pe Vrăjitorul din Oz de L. Frank Baum și The Wiz: The Super Soul Musical "Wonderful Wizard of Oz" de William F. Brown. În rolurile principale au interpretat actorii Diana Ross, Michael Jackson, Nipsey Russell, Ted Ross, Mabel King, Theresa Merritt, Thelma Carpenter, Lena Horne și Richard Pryor. 
A fost produs de studiourile Motown Productions și a avut premiera la 24 octombrie 1978, fiind distribuit de Universal Pictures. Coloana sonoră a fost compusă de Quincy Jones. 
Cheltuielile de producție s-au ridicat la 24 de milioane $ și a avut încasări de 21 de milioane $.

## Distribuție
- Diana Ross - Dorothy Gale
- Michael Jackson - Sperietoare
- Nipsey Russell - Tin Man
- Ted Ross - Leul cel laș/Fleetwood Coupe DeVille
- Richard Pryor - Herman Smith/The Wiz
- Lena Horne - Glinda the Good Witch of the South
- Mabel King - Evillene the Wicked Witch of the West
- Thelma Carpenter - Miss One the Good Witch of the North
- Theresa Merritt - Shelby Gale/Aunt Em
- Stanley Greene - Uncle Henry